# Museo Pablo Serrano
El Instituto Aragonés de Arte y Cultura Contemporáneos (IAACC), popularmente conocido como Museo Pablo Serrano, es un centro dedicado al arte moderno y actual, que tiene por repertorio fundacional un amplio fondo de obras del escultor aragonés Pablo Serrano (1908 - 1985). Además, gracias a la colección privada Circa XX (adscrita en 2013) cuenta con ejemplos de artistas españoles y extranjeros de todo el siglo XX, desde Emil Nolde, Pablo Picasso y Calder hasta Warhol, Jean Tinguely y Anthony Caro. 
Se encuentra en el Paseo María Agustín, 20 de Zaragoza, España.

## Sede
El museo está situado en los antiguos talleres de oficios del hospicio provincial, conocido como Hogar Pignatelli, que fueron rehabilitados por el arquitecto aragonés José Manuel Pérez Latorre para adecuarlos a su nueva función museística.
El centro abrió sus puertas el 27 de mayo de 1994 y tiene su origen en la fundación creada por Pablo Serrano poco antes de su muerte. En 1995 la fundación fue disuelta y sus bienes pasaron a ser propiedad del Gobierno de Aragón, que en pocos meses creó la institución actual: el Instituto Aragonés de Arte y Cultura Contemporáneos Pablo Serrano (IAACC). 
La necesidad de incrementar los espacios del IAACC Pablo Serrano, para la conservación de sus colecciones y la organización de exposiciones y otras actividades impulsó la ampliación del edificio en 2005. El proyecto arquitectónico fue redactado por José Manuel Pérez Latorre y en 2007 fueron adjudicados los trabajos de construcción a Obrascón Huarte Laín. La ampliación triplicó el espacio útil, que pasó de 2500 m² a los más de 7000 m² actuales, de los cuales 3000 m² están destinados a espacios expositivos. El 23 de marzo de 2011 se inaugura el nuevo Museo convertido en el Instituto Aragonés del Arte Contemporáneo.

## Colecciones
En su interior, se exhibe al público un amplio muestrario de la obra de Pablo Serrano. En la exposición permanente de su obra destacan las esculturas informalistas de la década de los 50. El museo cuenta además con un conjunto importante de obras de la esposa de Pablo Serrano, Juana Francés, así como una colección de arte gráfico contemporáneo y una selección de pintura de Santiago Lagunas recientemente incorporada. 
En 2013, la institución dio un vuelco a su repertorio de obras, al sumar la colección privada Circa XX, iniciada por Pilar Citoler en 1969 y enriquecida a lo largo de cuatro décadas. Los artistas representados cubren casi todo el arco artístico internacional entre el expresionismo alemán (Emil Nolde) hasta el art brut (Jean Dubuffet); entre ellos se cuentan Pablo Picasso, Joan Miró, Fernand Léger, Alexander Calder, Le Corbusier, Henry Moore, Francis Bacon, Andy Warhol, Roy Lichtenstein, Enzo Cucchi... a los que hay que sumar un generoso muestrario español de las últimas décadas: Tàpies, Miquel Barceló, Antonio Saura, Rafael Canogar, Gerardo Rueda, José Manuel Broto, Guillermo Pérez Villalta, Cristina Iglesias... Este conjunto, formado por unas 1.200 piezas, se obtuvo mediante una fórmula combinada de donación y venta, si bien la cifra de dinero pagada supone apenas el 15% del valor de la colección, la cual fue tasada en unos diez millones de euros.
El centro alberga también exposiciones temporales de pintura y escultura contemporánea. Cuenta también con una biblioteca y una zona dedicada a la realización de talleres.